# Kenji Sakaguchi
Kenji Sakaguchi (坂口 健司 Sakaguchi Kenji?), född 5 mars 1975 i Saitama prefektur, är en japansk tidigare fotbollsspelare.
Sakaguchi började sin karriär 1993 i Urawa Reds. Han avslutade karriären 1994.